# سوسک خیار

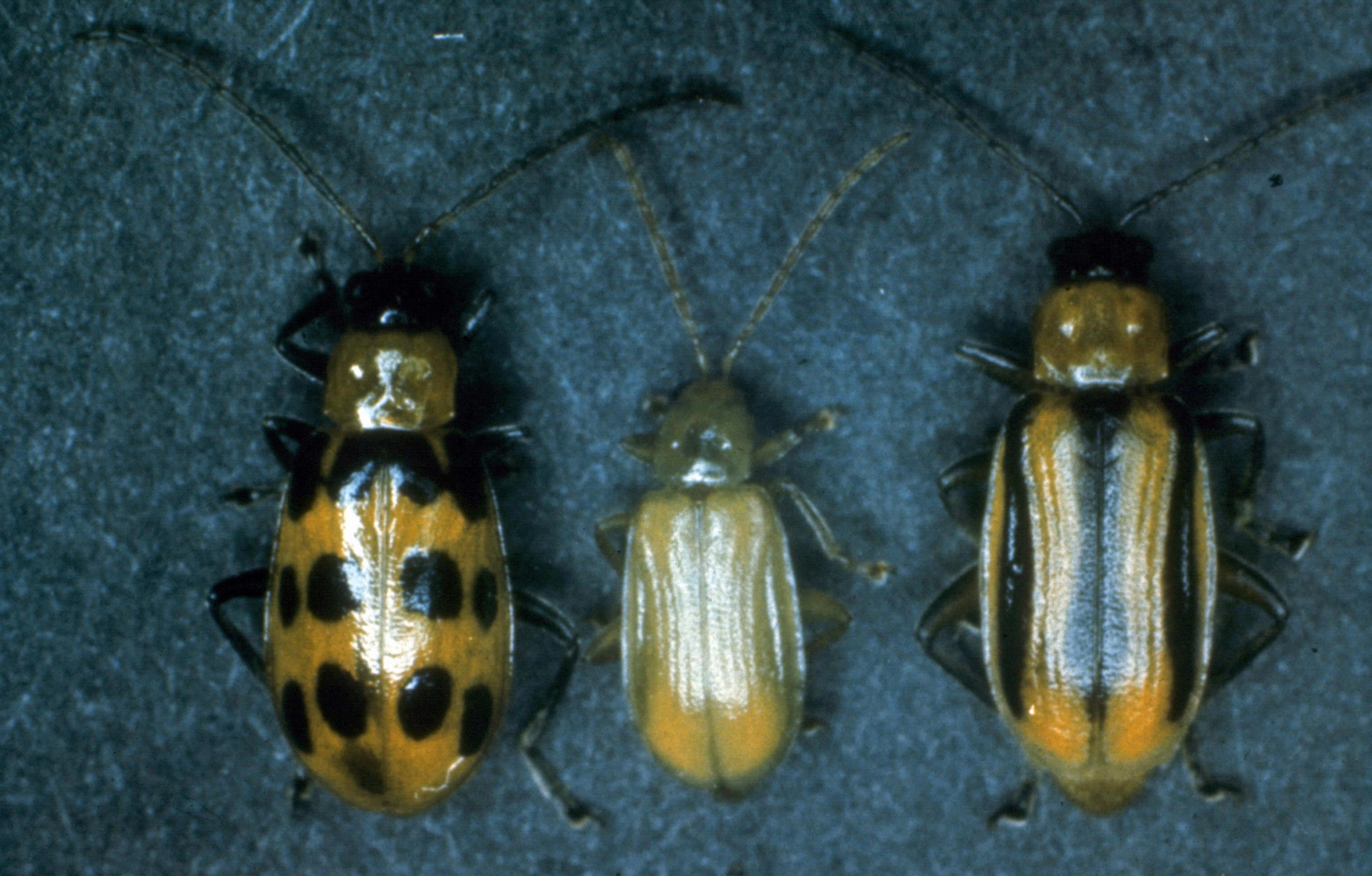
سوسک لکه دار خیار، سوسک کرم ریشه شمالی ذرت و سوسک کرم ریشه غربی ذرت

سوسک خیار از تیره قاب‌بالان و جزو خانواده سوسک برگ می‌باشد. سوسک خیار آفت کشاورزی خیار و سایر کدوییان است. این سوسک، ناقل بیماری پژمردگی باکتریایی می‌باشد.
حشره‌کش‌های مورد استفاده برای گیاهان آلوده، مالاتیون و سیفلوترین می‌باشند.